# Championnats des îles Vierges britanniques de cyclisme sur route
Les championnats des îles Vierges britanniques de cyclisme sur route sont les championnats nationaux de cyclisme sur route organisés par la Fédération des îles Vierges britanniques de cyclisme.

## Hommes

### Podiums de la course en ligne
| Année | Vainqueur             | Deuxième              | Troisième        |
| ----- | --------------------- | --------------------- | ---------------- |
| 2007  | Chris Ghiorse         | Mark Smith            | Gareth Thomas    |
| 2009  | Mark Smith            |                       |                  |
| 2010  | Chris Ghiorse         | Andrew Thompson       |                  |
| 2011  | Darel Christopher Jr. | Richard Morgan        | Shaquil Samuel   |
| 2012  | Philippe Leroy        | Darel Christopher Jr. | Shaquil Samuel   |
| 2013  | Philippe Leroy        | Gareth Thomas         |                  |
| 2014  | Shaquil Samuel        | Statius Talium        |                  |
| 2015  | Statius Talium        |                       |                  |
| 2016  | Philippe Leroy        | Shaquil Samuel        |                  |
| 2019  | Zambezi Richardson    | Philippe Leroy        | Patrick Alphonso |
| 2020  | Philippe Leroy        | Andel Rock            |                  |
| 2022  | Darel Christopher Jr. | Philippe Leroy        |                  |
| 2023  | Philippe Leroy        | Calvin Smith          | Vondi Alphonso   |
| 2024  | Calvin Smith          | Barry Jones           | Philippe Leroy   |
| 2025  | Darel Christopher Jr. | Barry Jones           | Amory Jervis     |

### Podiums du contre-la-montre
| Année | Vainqueur             | Deuxième              | Troisième             |
| ----- | --------------------- | --------------------- | --------------------- |
| 2007  | Chris Ghiorse         | Mark Smith            | Darel Christopher Jr. |
| 2009  | Mark Smith            | Andrew Thompson       | Steve Marsh           |
| 2010  | Darel Christopher Jr. | Andrew Thompson       | Chris Ghiorse         |
| 2011  | Darel Christopher Jr. | Andrew Thompson       | Shaquil Samuel        |
| 2012  | Philippe Leroy        |                       |                       |
| 2013  | Philippe Leroy        | Richard Morgan        |                       |
| 2016  | Philippe Leroy        | Statius Talium        |                       |
| 2019  | Philippe Leroy        | Zambezi Richardson    |                       |
| 2020  | Philippe Leroy        | Andrew Thompson       | Gareth Thomas         |
| 2022  | Philippe Leroy        | Darel Christopher Jr. |                       |
| 2023  | Philippe Leroy        | Antonio Andrews       | Calvin Smith          |
| 2024  | Philippe Leroy        | Barry Jones           | Calvin Smith          |
| 2025  | Calvin Smith          | Barry Jones           | Amory Jervis          |